# Ligue savoisienne
Pour les articles homonymes, voir Ligue et LS.
La Ligue savoisienne (LS) est un parti politique indépendantiste savoisien fondé en 1995, qui a suspendu ses activités en 2012, avant de se réactiver le 1er août 2025.

## Présentation
La Ligue savoisienne est fondée en 1995 par Jean de Pingon, qui se donne alors dix ans pour désannexer la Savoie. Au terme de ce délai, en 2005, il se retire de son mouvement. L'activité de la Ligue est suspendue en octobre 2012 et le décès, en juillet 2013, de Patrice Abeille, son secrétaire général et principal animateur précipite la fin du mouvement. Le 30 juillet 2025, Jean de Pingon annonce la réactivation de la Ligue savoisienne afin de continuer la lutte : « Sombrer avec la France, ou renaître avec la Savoie ». Cette réactivation est effective le 1er août 2025, marquant le retour officiel du mouvement sur la scène politique savoisienne.
En 2012, le journaliste Laurent de Boissieu classe le parti à gauche de l'échiquier politique. D'après le journal L'Humanité, il s'agit d'un parti conservateur. En 1998, dans Libération, Renaud Dély écrit : « [la] formation rassemble aussi bien d'anciens cégétistes que d'anciens RPR et... une bonne proportion d'anciens lepénistes ».

## Histoire
L'histoire de la Ligue savoisienne débute avec la parution d'articles signés par Jean de Pingon dans l'hebdomadaire Le Faucigny et Présence savoisienne (organe édité par le Cercle de l'Annonciade), en 1992 puis 1993, il est rejoint par Jean-François Péronnier (membre de la Confédération de défense des commerçants et artisans), Patrice Abeille et d'autres. Prenant le nom de Ligue des Droits savoisiens, puis Ligue de Savoie, elle devient rapidement Ligue savoisienne. Ses statuts sont celle d'une association enregistrée à Genève. Patrice Abeille devient secrétaire du parti en 1995, puis secrétaire général en 1996,. Le mouvement va se faire connaître lors de rencontres-débats dans les villages de Savoie[réf. souhaitée]. En 1995 et en 1996, la Ligue subit une tentative d’infiltration de la part du Front national. Les militants frontistes quittent le parti dès 1997, et plusieurs d'entre eux sont exclus.
La Ligue fait un coup d'éclat en créant un « Gouvernement provisoire de la Savoie » en exil à Genève en 1996,,. Cette année 1996 voit l'émergence d'un débat au niveau local sur l'émergence de ce courant et un nouveau débat sur l'identité savoyarde. Lors de la célébration de la « fête nationale » du 19 février, le mouvement réunit pas moins de 950 personnes à Albertville. À l'automne de cette même année, la Ligue se fait connaître à travers des procès sur l'application de plaques savoisiennes marquées « État souverain de Savoie » à la place des plaques en vigueur en France. Elle est aussi à l'origine de débat sur sa vision de l'histoire de la Savoie, qualifiée de « falsification » par des historiens dont André Palluel-Guillard ou Paul Guichonnet. Le professeur Palluel-Guillard est d'ailleurs assigné en justice par la Ligue en 1997 pour diffamation, à la suite d'une prise de position dans un article du  Dauphiné libéré d'avril 1996. Une pétition pour soutenir l'enseignant est lancée. Le mouvement indépendantiste réussit d'ailleurs à ce que le gentilé « Savoisien » rime avec « indépendantiste ».
Si dans un premier temps la Ligue refuse de participer aux élections, elle demande à ses membres de glisser un bulletin « Je vote pour la Savoie » en 1997, elle envisage d'intégrer le jeu politique lors des échéances cantonales et régionales de 1998. Présentant différents candidats aux cantonales, elle monte deux listes pour les régionales dans les deux départements savoyards avec à leur tête Patrice Abeille pour la Haute-Savoie et Joël Ducros pour la Savoie. Le lendemain des résultats, un article du Monde titre « La percée de la Ligue savoisienne ». En effet, les deux listes Renaissance savoisienne obtiennent 5,39 % des suffrages exprimés en Savoie, et Patrice Abeille devient conseiller régional de Rhône-Alpes. Patrice Abeille contribue à la chute de Charles Millon à la présidence de la Région, apportant son soutien à Jean-Jack Queyranne. Cette percée électorale incite les élus locaux à réfléchir sur l'organisation et la coopération des deux départements savoyards. Ainsi, Michel Barnier, alors président du Conseil général de Savoie et sénateur RPR du département, fait le vœu d'une évolution de l'unité savoyarde voire de la fusion des départements. L'idée d'une région Savoie, lancée par le MRS en son temps, est reprise afin de contrer le projet savoisien. Ravi du débat suscité, lors d'une interview, le secrétaire général du mouvement refuse d'apporter sa voix à ce dernier débat préférant poursuivre le but souverainiste plutôt que régionaliste.
Le 12 mars 1999, Le Monde publie un article de Luc Rosenzweig sur le « populisme alpin » où la Ligue est associée à d'autres mouvements comme le Parti de la liberté d'Autriche (FPÖ) de Jörg Haider ou la Ligue du Nord d'Umberto Bossi, accusations déjà portées par L'Humanité et Libération,. Cette critique d'un mouvement « populiste et xénophobe » est souvent utilisée pour dénoncer le mouvement dès ses débuts. Dans un droit de réponse, Patrice Abeille rappelle que la Ligue se sent plus proche des mouvements membres du Parti démocratique des peuples d'Europe - Alliance libre européenne (PDPE-ALE) au sein du Parlement européen, dont la Ligue est un membre observateur. Par ailleurs, au niveau local, si l'entente avec le mouvement historique MRS avait été tendu, l'élection d'un nouveau président, Benoît Bro, marque une rupture et le rapprochement entre les deux mouvements, s'accompagnant de participations conjointes aux élections. Cette alliance permet ainsi au mouvement de se rapprocher de la fédération Régions et peuples solidaires, dont le MRS était un membre fondateur, pour en devenir un membre observateur en 2003, malgré un discours rebutant par les différents membres de la fédération. Elle en est exclue deux ans plus tard.
La Ligue continue sa progression, après une centaine d'adhérents dans les premières années, ce sont un millier de participants qui se réunissent lors de la 5e « fête nationale » organisée par le mouvement. Lors du débat sur le statut de la Corse en 2000, la Ligue savoisienne rappelle qu'elle « refuse à traiter avec Matignon », considérant que le processus de Matignon est une « prime à la bombe »,. Cependant le débat sur la région Savoie se poursuit et 41 % des Savoyards semblent favorables à sa création selon un sondage. La Ligue décide de s'impliquer dans les élections locales, en présentant 36 candidats lors des cantonales de 2001, et incitant ses adhérents à intégrer des listes pour les municipales. Les scores électoraux avoisinent ceux réalisés en 1998 avec pas moins de 5 % des suffrages en moyennes pour les cantonales, mais ne permettent pas d'obtenir d'élus. Seul Jean-Pierre Rambicur, membre du mouvement, devient maire de Margencel mais déclaré sans étiquette. Elle intervient désormais comme une force politique locale, notamment autour de la question du transport et la question de la liaison ferroviaire transalpine Lyon - Turin.
L'année 2002 marque cependant la fin d'une dynamique. En effet, la participation aux législatives aux côtés de membres du MRS se solde par des résultats avoisinant les 2 %. En 2004, le nouveau mode de scrutin des élections régionales, avec des listes régionales et non plus départementales, favorise désormais les partis nationaux au détriment des partis locaux. Dans ces conditions, contrairement aux scores réalisés en 1998, la Ligue savoisienne ne recueille que 0,04 % des voix et n'obtient aucun siège,. Par ailleurs, le nombre de participants à ses manifestations décroît. Malgré la volonté de rester présente au niveau local, ses différentes participations aux scrutins ne connaissent plus la dynamique de la fin des années 1990.
Lors de son 17e congrès, le 21 octobre 2012, la Ligue savoisienne décide de suspendre ses activités.
Le 17 décembre 2016, à Menthonnex-en-Bornes, marque la renaissance de la Ligue savoisienne dite Canal Historique, impulsé par Louis de Pingon, fils de l'ancien fondateur de la Ligue, et membre du groupe en ligne Consulat de Savoie.

## Ressources
La Ligue savoisienne a diffusé plusieurs discours en vue de sensibiliser les Savoyards à leur thèse indépendantiste :
- Discours historique, juridique et international reprochant le non-respect du traité de Turin de 1860, remise en cause de l'annexion de la Savoie considérant ce traité comme caduc. Deux arguments sont mis en avant : le non-respect de la grande zone franche, supprimé en 1919[37], effective en 1923, et l'absence de notification du traité auprès de l'Italie et des Nations unies au lendemain de la guerre, soit le 14 mars 1948[40] ;
- Discours économique, établissant l'autosuffisance de la Savoie ;
- Discours politique, participation aux élections françaises depuis 1998.

Diffusion de ces discours à travers des conférences au début, puis dans un mensuel, le Patriote savoisien (1995-97, 57 numéros), qui est remplacé par l'Écho de Savoie (1997-2004, 77 numéros), lui-même devenu le Savoisien (2005-2007, 22 numéros), puis Savoie Nouvelle.
Par ailleurs, le mouvement a très rapidement mis en place des éléments participants à l'élaboration d'un futur État avec l'usage du drapeau « Croix de Savoie », la reprise de l'hymne Les Allobroges mais remanié, l'établissement de la fête nationale le 19 février, une carte d'identité, une monnaie la livre savoisienne (jusqu'à la mise en place de l'euro), ainsi que des plaques d'immatriculation au nom du « Souverain État de Savoie ».

## Rapprochement avec le MRS
À la suite d'un rapprochement avec le Mouvement Région Savoie en 1999, la Ligue savoisienne obtient un statut d'observateur au sein de la fédération Régions et peuples solidaires en 2003, avant d'en être exclue deux ans plus tard à la suite de déclarations à tendance islamophobe de son fondateur. Cette stratégie leur permet, par ailleurs, de devenir membre de l'Alliance libre européenne et de pouvoir lier des contacts avec d'autres mouvements nationalistes au niveau européen. Cette union se concrétise en avril 2007 avec la création du mouvement Savoie Europe Liberté, et l'installation de locaux communs à Ugine. En 2009 cependant, le MRS décide avec succès de s'allier avec Europe Écologie, et, le 14 novembre de la même année s'affranchit de la Ligue savoisienne en votant à une large majorité son retrait de Savoie Europe Liberté.

## Europe
Lors de son 11e congrès en novembre 2006 à Saint-Gervais-les-Bains, les Savoisiens ont confirmé leur attachement à une « Europe fédérale ». Ils estiment que la construction européenne est actuellement « bloquée à cause de la France », dont le trou financier n'a cessé de s'agrandir depuis 1981 or « le pays n'est plus réformable ».

## Participations électorales
Refusant dans un premier temps le jeu électoral, en demandant à ses adhérents de ne prendre part aux différents scrutins qu'avec l'utilisation de bulletins « Je vote pour la Savoie » ou « Savoie souveraine », le mouvement indépendantiste intègre la compétition politique officiellement en présentant des candidats à partir de 1998.

### Élections présidentielles
Ne pouvant prétendre jouer le jeu de l'élection présidentielle, la Ligue y participe symboliquement « pour se compter » en faisant diffuser ses bulletins. Cependant, en 2007, elle soutient le candidat fédéraliste Jean-Philippe Allenbach. Celui-ci n'ayant pas obtenu les 500 parrainages nécessaires, le mouvement appelle à voter « Savoie », blanc ou nul. En 2012, le mouvement invite à nouveau à glisser un bulletin estampillé « voter pour la Savoie ».

### Élections européennes
Lors des élections européennes de 1999, le mouvement invite ses adhérents à voter avec le bulletin « Savoie souveraine et européenne » édité par le mouvement. En 2004, elle tente une participation dans la circonscription du Sud-Est sous le nom A.L.P.E. (Alliance pour la Liberté des Peuples d'Europe) et obtient 0,04 % des suffrages. Ce très faible score s'explique en partie par la difficulté pour le mouvement de diffuser son message au-delà de la région et d'éditer des bulletins en très grand nombre.

### Élections sénatoriales
Lors des sénatoriales de 2004, Jean Blanc est candidat en Savoie et obtient 11 voix. Le maire de Margencel, Jean-Pierre Rambicur, se présente en Haute-Savoie et obtient 42 voix.

### Élections législatives
La Ligue savoisienne présente depuis 2002 des candidats dans certaines circonscriptions de Savoie aux législatives.
En 1997, le mouvement savoisien décide d'une première participation « originale » lors des législatives en invitant ses membres et sympathisants à glisser un bulletin « Je vote pour la Savoie » édité par le mouvement, afin « de se compter ». Lors des élections de 2002, à la suite des succès aux régionales et cantonales de 1998, la Ligue présente huit candidats, en association avec le Mouvement Région Savoie (MRS), soit dans chacune des circonscriptions des deux départements savoyards. Ces derniers se trouvent sous les couleurs nationales de la fédération Régions et peuples solidaires. Les Savoisiens obtiennent moins de 2 % des suffrages exprimés sur le territoire. Cinq années plus tard, écartés de R&PS, la Ligue présente à nouveau huit candidats sur la Savoie, liste Savoie Europe Liberté, toujours avec le soutien du MRS. Les suffrages exprimés sur les candidats du mouvement rassemblent entre 0,1 % et 0,01 %. En 2012, le mouvement ne présente plus que deux candidats, le premier dans la 6e circonscription de la Haute-Savoie, obtenant 1,4 %, et un dans la 4e circonscription de la Savoie, nouvellement créée, qui totalise 1,57 %.

#### Résultats des candidats savoisiens aux élections législatives depuis 2002
| Circonscriptions départementales             | Législatives 2002    | Législatives 2002      | Législatives 2007    | Législatives 2007 | Législatives 2012    | Législatives 2012 |
| Circonscriptions départementales             | Candidats Savoisiens | % (voix)               | Candidats Savoisiens | % (voix)          | Candidats Savoisiens | % (voix)          |
| -------------------------------------------- | -------------------- | ---------------------- | -------------------- | ----------------- | -------------------- | ----------------- |
| Première circonscription de la Haute-Savoie  | Patrice Abeille      | 1,79 % (1 045 voix)    | Patrice Abeille      | 0,01 % (7 voix)   | X                    | X                 |
| Deuxième circonscription de la Haute-Savoie  | Evelyne Antoine      | 2,27 % (1 098 voix)    | Evelyne Antoine      | 0,05 % (25 voix)  | X                    | X                 |
| Troisième circonscription de la Haute-Savoie | Joseph Dupraz        | 1,95 % (913 voix)      | Joseph Dupraz        | 0,03 % (12 voix)  | X                    | X                 |
| Quatrième circonscription de la Haute-Savoie | Jean-Marc Jacquier   | 1,36 % (654 voix)      | Anne-Marie Rosset    | 0,01 % (5 voix)   | X                    | X                 |
| Cinquième circonscription de la Haute-Savoie | Pierre Mudry         | 2,51 % (1 427 voix)    | Alain Burtin         | 0,11 % (63 voix)  | X                    | X                 |
| Sixième circonscription de la Haute-Savoie   | Non créée            |                        | Non créée            |                   | Alain Burtin         | 1,40 % (579 voix) |
|                                              |                      |                        |                      |                   |                      |                   |
| Première circonscription de la Savoie        | Joël Ducros          | 1,69 voix (1 049 voix) | Geneviève Dupretz    | 0,00 % (3 voix)   | X                    | X                 |
| Deuxième circonscription de la Savoie        | Guy Martin           | 2,36 % (1 122 voix)    | Alain Ract           | 0,03 % (15 voix)  | X                    | X                 |
| Troisième circonscription de la Savoie       | Jean Blanc           | 2,78 % (1 564 voix)    | Jean Blanc           | 0,02 % (9 voix)   | X                    | X                 |
| Quatrième circonscription de la Savoie       | Non créée            |                        | Non créée            |                   | Patrice Abeille      | 1,57 % (648 voix) |
|                                              |                      |                        |                      |                   |                      |                   |
| Total de voix en Savoie                      |                      | 8 872                  |                      | 139               |                      | 1 227             |

### Élections régionales
En 1998, pour la première fois le mouvement se lance dans la compétition politique, dans le cadre des élections régionales en Rhône-Alpes, en parallèle des cantonales. Trublion des élections, la Ligue fait face à des dénigrements qui font place à l'étonnement lorsque les deux listes Renaissance savoisienne obtiennent des résultats cumulés de 5,39 % sur le territoire de la Savoie. Si la liste menée par Joël Ducros ne remporte que 4,42 % des suffrages pour le département de la Savoie, celle de Haute-Savoie menée par le secrétaire général du mouvement, Patrice Abeille, se voit accorder 6,04 %, obtenant ainsi un siège au Conseil régional de Rhône-Alpes et faisant gagner au mouvement une certaine notoriété au niveau régional, sinon national.  En raison d'un changement de modalité de scrutin aux élections régionales avec la loi du 11 avril 2003, ouvert à des listes régionales, pour les échéances de 2004, la Ligue ne tente plus de participation.

### Élections cantonales
- - 2011, 5 candidats[53]
  - 2008, 7 candidats sous l'étiquette Savoie Europe Liberté, (6,64 % des suffrages exprimés, de 2,34 % à 17,43 % suivant les cantons, maximums à Aime (17,43 %) et Albens (10,3 %), progression en nombre de voix brutes sur les cantons représentés par rapport à 2001 de 25 %)
  - 2004, 8 candidats sur 36 (de 1,6 % à La Chambre à 10,14 % à Lanslebourg, seul résultat au-dessus de 5 %)
  - 2001, 34 candidats sur 36 (5,14 % des suffrages exprimés, 13 candidats à plus de 5 %)
  - 1998, 13 candidats sur 33 (2,44 % des suffrages exprimés)

### Élections municipales
- En 2001, seul Jean-Pierre Rambicur est élu maire à Margencel, mais s'est présenté « sans étiquette »[35] en raison de la non-reconnaissance par l'État français de l'appellation « Ligue Savoisienne » qui est une association de droit suisse. La Ligue obtient en outre une dizaine d'adjoints au maire dans les communes de Savoie.
- En 2008, Jean-Pierre Rambicur est réélu, même s'il indique qu'il s'est éloigné du mouvement[54].

## Jeunes Savoisiens
Sur la base du Conseil des Jeunes Savoisiens (CJS) s'est créé Abad-Te (« bouge-toi » en arpitan), un mouvement régionaliste semi-indépendant regroupant une partie des jeunes adhérents de la Ligue savoisienne, remplacé en 2004 par un comité plus représentatif du mouvement indépendantiste dénommé Waiting for freedom in Savoy.

#### Ouvrages spécialisés
- Chartier (E), Larvor (R), 2004, La France éclatée. Régionalisme - Autonomisme, Indépendantisme, Coop Breizh, 352 p.
- Gras (C), Livet (G), 1977, Région et Régionalisme en France du XVIIIe à nos jours, PUF
- Ihl (O), Chene (A), Vial (E), Waterlot (G) (sous la dir.), 2003, La Tentation populiste au cœur de l'Europe, coll Recherches, La Découverte Actes du Colloque International de Grenoble, « La tentation populiste : un phénomène politique et ses manifestations dans l'arc alpin », Université de Grenoble, 27-29 septembre 2001

#### Ouvrages issus des personnalités du mouvement
- Abeille (P), 1998, Renaissance savoisienne. Le Livre Blanc, Cabédita

- de Pingon (J), 1996, Savoie française. L'histoire d'un pays annexé, Cabédita, coll. Archives vivantes

### Filmographie
- Escale savoisienne, documentaire réalisé par Brice Perrier (1998), VF Films Production – 26 min. – DVCAM (diffusé sur Planète le 25 octobre 2000)
- Portrait dans Questions d'identité ?, émission proposée par France 3 Rhône Alpes Auvergne, 22 avril 1999, durée 15 min.